# Veronella
Veronella és un comune (municipi) de la província de Verona, a la regió italiana del Vèneto, situat a uns 80 quilòmetres a l'oest de Venècia i a uns 30 quilòmetres al sud-est de Verona.
A 1 de gener de 2020 la seva població era de 5.127 habitants.
Veronella limita amb els següents municipis: Albaredo d'Adige, Arcole, Belfiore, Bonavigo, Cologna Veneta, Minerbe, Pressana i Zimella.